# Micropygoida
Ordre
Les Micropygoida sont un ordre d'oursins réguliers.

## Caractéristiques

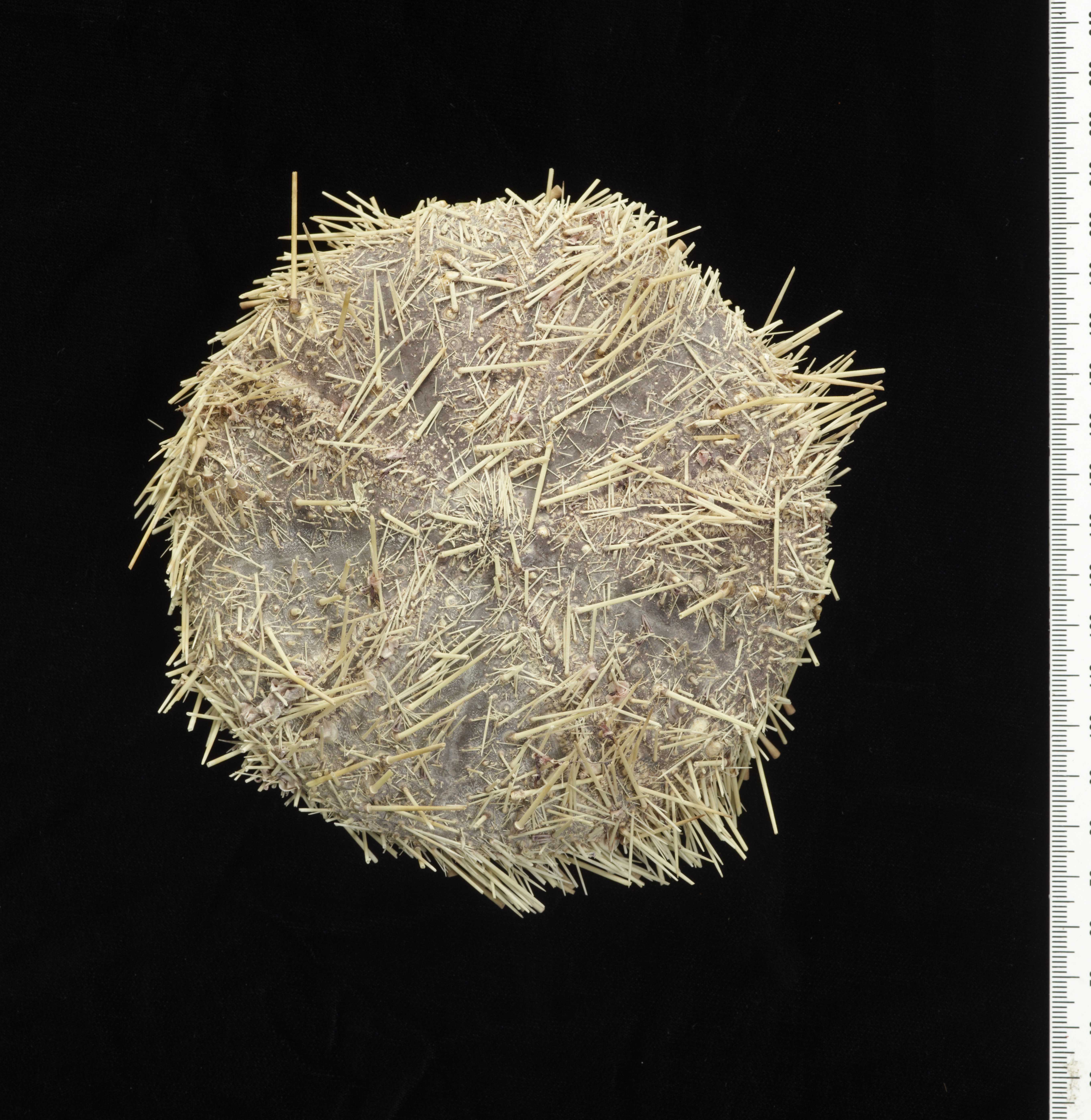
Micropyga tuberculata

Les Micropygoida sont des oursins réguliers : leur test (coquille) est de forme ronde, la bouche (« péristome ») est située au centre de la face orale (inférieure) et l'anus (« périprocte ») à l'opposé (au sommet du test, appelé « apex »), avec les orifices génitaux et le madréporite.
Le disque apical est réduit et monocyclique, les plaques génitales sont très allongées radialement.
Les plaques interambulacraires portent plusieurs tubercules de taille homogène, perforé et non crénulé. Certains podia de la face aborale ont une forme caractéristique en ombrelle. Le péristome est réduit et les radioles sont creuses.
Cet ordre est apparu à l'Éocène, et ne compte que deux espèces vivantes connues, dans l'indo-pacifique.

## Liste des familles
Selon World Register of Marine Species (2 décembre 2013), cet ordre ne comprend qu'une seule famille : 
- famille Micropygidae Mortensen, 1903b
  - genre Kierechinus Philip, 1963a †
  - genre Micropyga A. Agassiz, 1879
    - Micropyga tuberculata A. Agassiz, 1879
    - Micropyga violacea de Meijere, 1903